# Újsándorfalva
Újsándorfalva (szerbül Јаношик / Janošik, szlovákul Janošík) falu Szerbiában, a Vajdaságban, a Dél-bánsági körzetben. Közigazgatásilag Alibunár községhez tartozik. A trianoni békeszerződés előtt Torontál vármegye Alibunári járásához tartozott. A település névadója Juraj Jánošík a hírhedt betyár.

## Fekvése
Pancsovától északkeletre, a Duna–Tisza–Duna-csatorna közelében, Ilonc, Ürményháza és Végszentmihály közt fekvő település.

## Népesség
1910-ben  993 lakosából 51 fő magyar, 18 fő német, 900 fő szlovák, 8 fő román, 2 fő szerb anyanyelvű volt. Ebből 57 fő római katolikus, 802 fő ág. hitv. evangélikus, 10 fő görögkeleti ortodox, 3 fő izraelita, 107 fő egyéb (felekezeten kívüli "nazarénus") vallású volt. A lakosok közül 643 fő tudott írni és olvasni, 297 lakos tudott magyarul.

## Jegyzetek

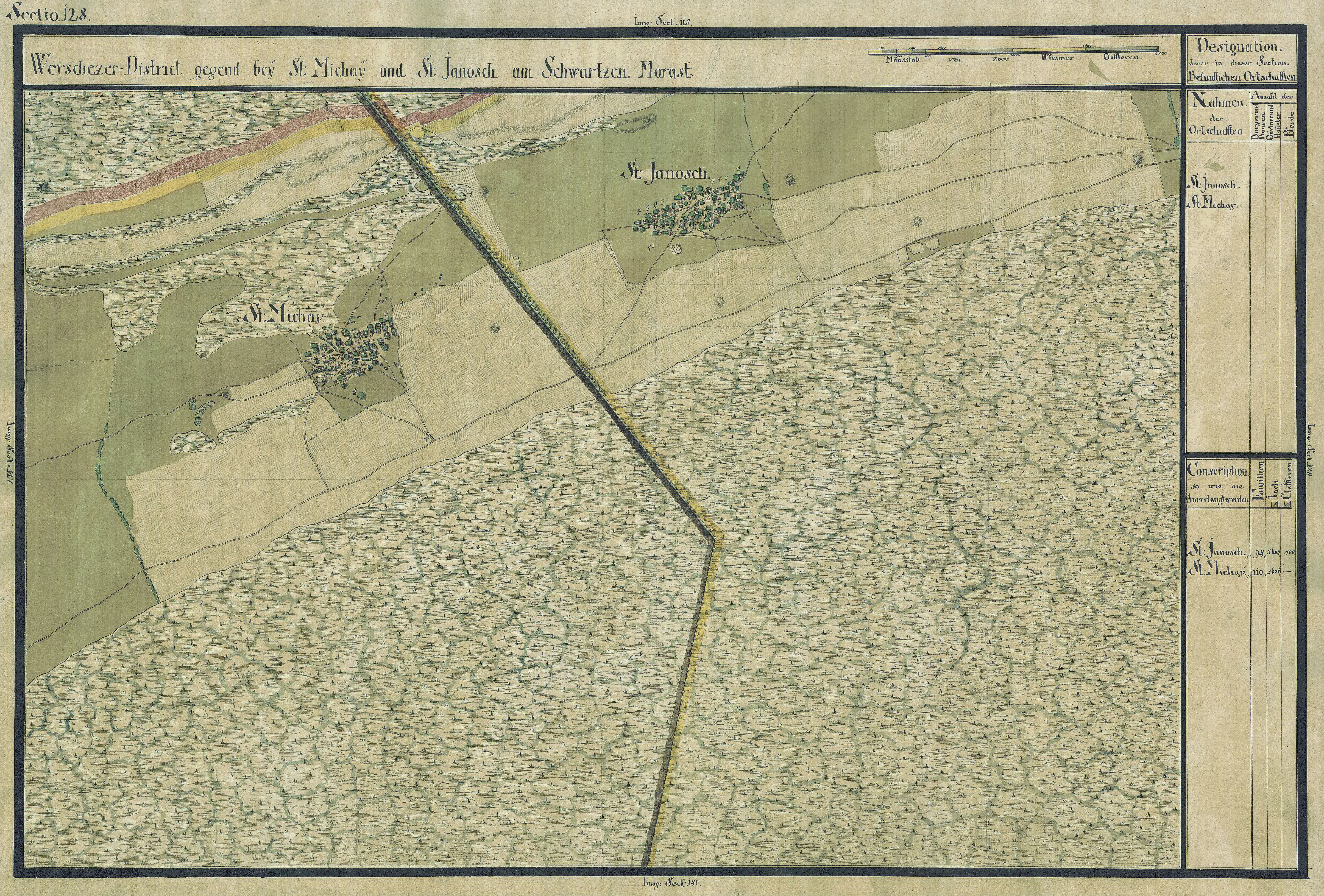
Újsándorfalva egy régi térképen

### Demográfiai változások
| 1948 | 1953 | 1961 | 1971 | 1981 | 1991 | 2002 | 2011 |
| ---- | ---- | ---- | ---- | ---- | ---- | ---- | ---- |
| 1280 | 1281 | 1467 | 1488 | 1372 | 1225 | 1171 | 966  |